# Classe Emerald
La classe Emerald, nota anche classe E è stata una classe di incrociatori leggeri della Royal Navy britannica. Inizialmente venne prevista la costruzione di tre unità, poi ridotte a due nel novembre 1918. Vennero quindi costruite solamente la HMS Emerald (D66) e la HMS Enterprise (D52). Le navi vennero ordinate nel marzo 1918, negli ultimi mesi della prima guerra mondiale, e progettate per avere una elevata velocità di punta a scapito di altre qualità, per essere utilizzate contro i temuti nuovi incrociatori tedeschi classe Brummer e contro le unità posamine nel Mare del Nord.